# Wayne Thomas (Fußballspieler, 1958)
Wayne Thomas (* 2. September 1958 in Coventry) ist ein ehemaliger walisischer Fußballspieler.
Thomas war ab 1978 im deutschen Profifußball aktiv. Nach Stationen in der 2. Bundesliga beim KSV Baunatal und bei Alemannia Aachen wechselte er während der Saison 1983/84 zum Bundesliga-Aufsteiger Bayer 05 Uerdingen, bei dem er zum Stammspieler wurde. Sein größter Erfolg mit den Krefeldern war der Gewinn des DFB-Pokals 1985; beim 2:1-Endspielsieg gegen den FC Bayern München wurde Thomas in der Schlussphase eingewechselt.
1985 schloss er sich dem Bundesliga-Aufsteiger Hannover 96 an, mit dem er direkt abstieg und anschließend sofort wieder aufstieg. In der Erstligasaison 1986/87 absolvierte er aber nur drei Einsätze, ehe er wieder in die Zweitklassigkeit zu Kickers Offenbach wechselte. 
Auch Wayne Thomas’ jüngerer Bruder Dean Thomas war als Profi in Deutschland aktiv. Er kam zu 123 Erst- und Zweitligaeinsätzen für Alemannia Aachen und Fortuna Düsseldorf.